# Liophryne allisoni
Espèce
Statut de conservation UICN

 DD  : Données insuffisantes
Liophryne allisoni est une espèce d'amphibiens de la famille des Microhylidae.

## Répartition
Cette espèce est endémique de Papouasie-Nouvelle-Guinée. Elle se rencontre dans les provinces des Hautes-Terres orientales, de Morobe et la province centrale. Elle est présente entre 1 400 et 2 000 m d'altitude.

## Étymologie
Son nom d'espèce, allisoni, lui a été donné en référence à Allen Allison, herpétologiste américain du Bishop Museum, en reconnaissance de ses travaux et sa contribution à l'étude de la biologie de Papouasie-Nouvelle-Guinée.

## Publication originale
- Zweifel, 2000 : Partition of the Australopapuan microhylid frog genus Sphenophryne with descriptions of new species. Bulletin of the American Museum of Natural History, vol. 253, p. 1-130 (texte intégral).